# Literatura de terror

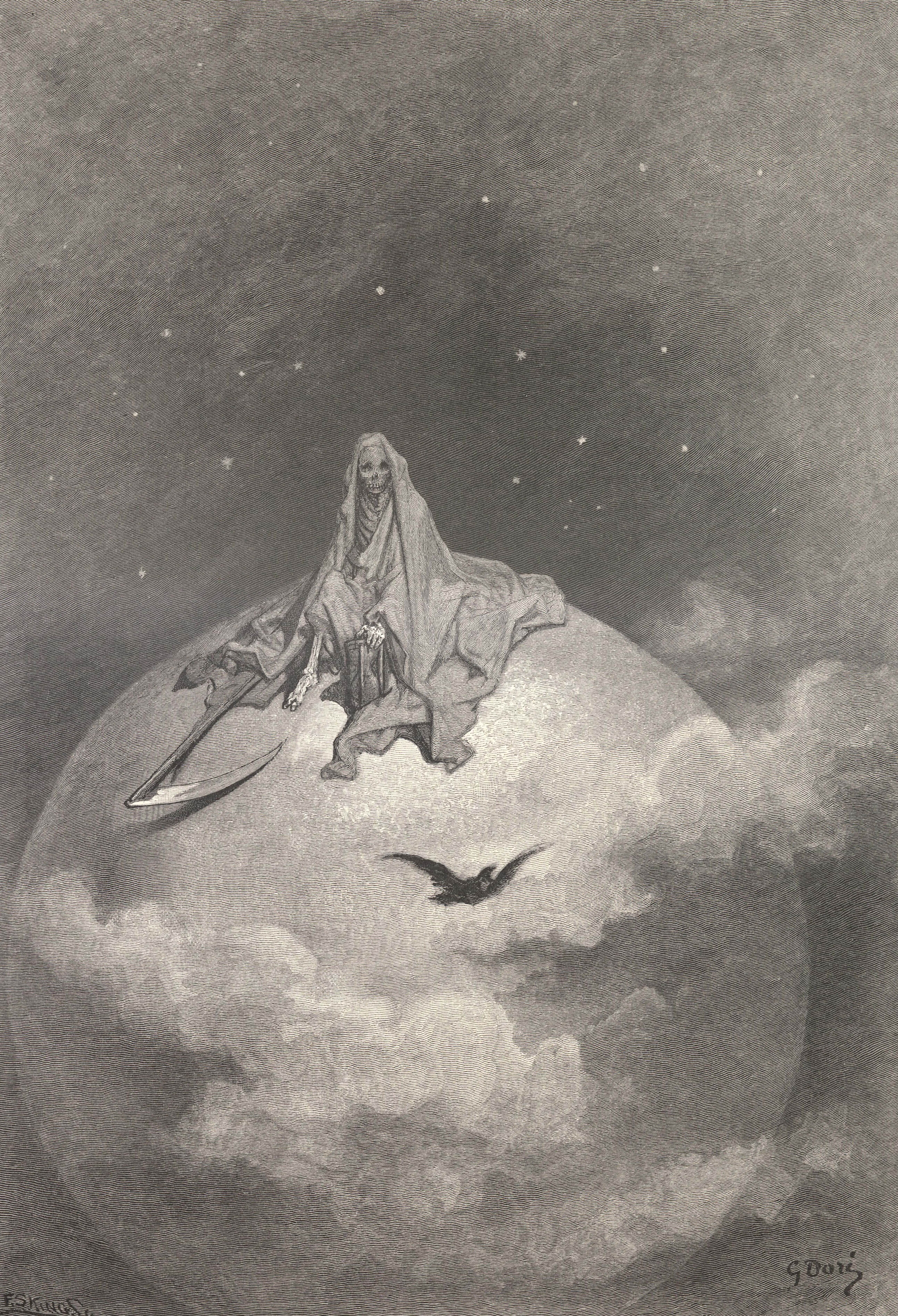
Una ilustración en la obra de Edgar Allan Poe El cuervo por Gustave Doré.

La literatura de terror es un género de ficción literario que pretende o tiene la capacidad de asustar, causar miedo o aterrorizar sus lectores o espectadores e inducir sentimientos de horror y terror. El historiador literario J. A. Cuddon ha definido la historia de terror como «una ficción en prosa de longitud variable [...] que sacude o también asusta el lector, o tal vez induce una sensación de repulsión o aversión». Crea una atmósfera misteriosa y aterradora. El terror puede ser sobrenatural o no sobrenatural. A menudo, la amenaza central de una obra de ficción de terror puede interpretarse como una metáfora de los grandes temores de una sociedad.

## Diferencia entre horror, terror y repulsión
Algunos teóricos distinguen entre el horror y el terror afirmando que el primero provoca sensaciones físicas y el segundo ideas y especulaciones en la audiencia o persona a la que le sucede. El autor Noël Carroll en su libro The Philosophy of Horror comenta:

Existe la tentación de seguir el ejemplo de los defensores de la ciencia ficción y de marcar una distinción entre el género del horror y los otros géneros argumentando que las novelas, cuentos, películas, obras de teatro, etc. de horror se caracterizan por la presencia de monstruos. Para nuestros propósitos, los monstruos pueden ser de cualquier origen, ya sea sobrenatural o ciencia de ficción —creación humana—.

 Nöel Carroll distingue entre el horror y el terror tomando en cuenta especialmente una característica: la presencia de un monstruo. El horror, siempre incluye a una criatura que transgrede de un cierto modo las reglas o convenciones del mundo diegético en el que está situado. Mientras que el terror no necesita un monstruo, puede ser un humano el responsable de los hechos que nos aterran.
En 1826, la novelista gótica Ann Radcliffe publicó un ensayo que distinguía dos elementos de la ficción de terror y horror. Mientras que el terror es un sentimiento de temor que tiene lugar antes de que suceda un evento, el horror es un sentimiento de repulsión o asco después de que un evento haya sucedido. Radcliffe describe terror como aquel que «expande el alma y despierta las facultades a un alto grado de la vida», mientras que el horror se describe como el hecho de que las «congela y casi las aniquila».
Stephen King explica que las obras del género del horror pueden funcionar en tres niveles. Los primeros dos niveles son el horror - causa sensaciones físicas - y el terror, que tiene más que ver con ideas y especulación, sin tener ninguna cosa segura a la qué tener miedo. En un principio, King en el primer capítulo October 4, 1957, An Invitation to Dance de su libro Danse Macabre denomina a los niveles de esta forma, «gross-out» y «dance level», pero en el segundo capítulo «Tales of the Hook», lo adscribe a la terminología usual de horror y terror, su tercer nivel es la repulsión. Esta es el nivel más bajo del género del horror, donde hay demasiada sangre y trozos de cuerpos humanos. King no proporciona una definición precisa, sino que ejemplifica con películas y novelas que de acuerdo con él se desarrollan en el tercer nivel del género del horror. Uno de sus ejemplos es «Foul Play» de The Crypt of Terror, historia donde Herbie Sattar, un pitcher, es castigado brutalmente por la comunidad por haber envenenado a otro jugador. Al final de la historia es evidente que se desarrolla en el tercer nivel del género del horror, ya que el último partido se juega con el cadáver del pitcher:

El bateador se encuentra de pie sobre la caja de bateo y en lugar de practicar un bate de Louisville, él utiliza una de las piernas de Herbie. El lanzador está sosteniendo una cabeza humana grotescamente mutilada y preparándose para lanzarla. La cabeza, de la que cuelga un ojo desde su nervio ó se ve como si ya hubiese sido utilizada para un par de cuadrangulares  popo[...].

## Historia
El género del horror tiene orígenes antiguos con raíces en el folclore y las tradiciones religiosas, centrándose en la muerte, la vida futura, el mal, lo demoníaco y el principio de la encarnación en la persona. Estas se manifestaron en historias de seres como brujas, vampiros, hombre lobo y fantasmas.
Desde que existe el ser humano existe el miedo, uno de los sentimientos más fuertes, y por tanto el horror y el terror. De acuerdo con H. P. Lovecraft : «El miedo es una de las emociones más antiguas y poderosas de la humanidad, y el miedo más antiguo y poderoso es el temor a lo desconocido».  En el primer capítulo de su libro The Supernatural Horror in Literature , Lovecraft explica que lo desconocido era para nuestros antepasados una gran amenaza, ya que fenómenos como los climáticos, los cuales no entendían, los podían ocasionar grandes desgracias. Por esta razón, lo desconocido se volvió, en palabras de Lovecraft: «Una fuente terrible y omnipotente de desgracias y de bendiciones que azotaban a la humanidad por motivos tan inescrutables como absolutamente extraterrenales».

### Antigua Grecia y Roma

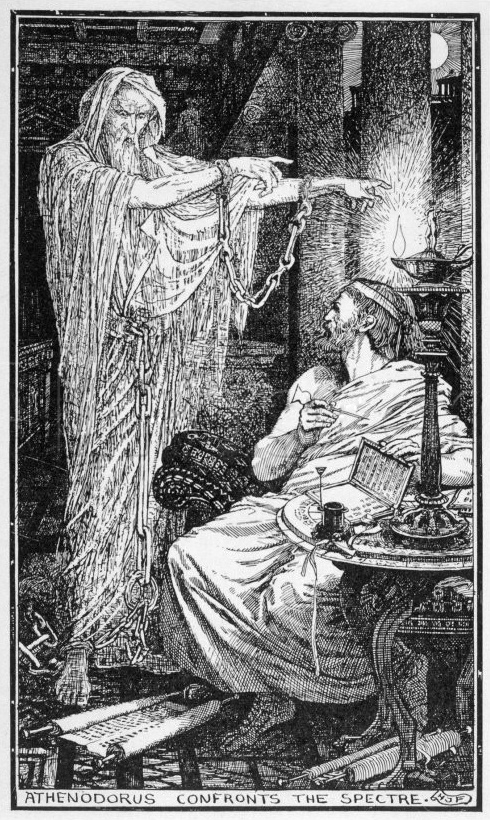
Atenodoro cananitay el fantasma (Henry Justice Ford, c.1900)

La ficción de terror europea se estableció a través de obras de los antiguos griegos y los antiguos romanos. En la mitología griega, Prometeo era un titán que fue la inspiración para el título de Frankenstein o el moderno Prometeo. La primera aparición de Prometeo conocida está en la Teogonía de Hesíodo. Sin embargo, la historia de Frankenstein se influyó mucho más en la historia de Hipólito. Asclepio revivió a Hipólito de la muerte. Eurípides escribió obras basadas en la historia, de Hipólito. 
En Las vidas de los nobles griegos y romanos: Cimon de Plutarco describe el espíritu del asesino, Damon, que él mismo fue asesinado en una casa de baño en Queronea. Plinio el Joven describe a Atenodoro cananita que compró una casa embrujada en Atenas. Atenodoro estaba receloso ya que la casa era económica. Mientras Atenodoro escribe un libro de filosofía, es visitado por una aparición con cadenas. La figura desaparece en el patio; al día siguiente, los magistrados cavan en el patio hasta encontrar una fosa no marcada.

### Edad Media

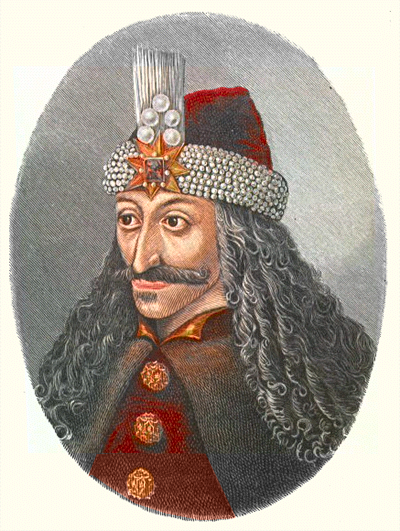
Vlad Tepes.

El establecimiento del cristianismo en Roma confirmado por el Edicto de Milán en 313, revolucionó el paisaje religioso de Europa. La revuelta de los vasos, los creyentes germanos del paganismo gótico, ganaron una reputación entre varios escritores prematuros y sus textos, como Scriptores Historiae Augustae, Vita Gallienii. La primera grabación de una acusación oficial de satanismo por parte de los católicos tuvo lugar en Toulouse en 1022 contra un par de clérigos. Las historias de hombres lobo crecieron en popularidad en la literatura francesa de la Francia medieval. María de Francia escribió uno de sus doce Lais de María de Francia como una historia de hombre lobo titulada Bisclavret.
La condesa Yolande encargó una historia de hombre lobo titulada Guillaume de Palerme. Escritores anónimos escribieron también dos historias de hombre lobo, Biclarel y pigargo. Gran parte de la ficción de horror se derivó de los rostros más crueles de la historia mundial, particularmente de los que vivieron en el siglo XV. Drácula se remonta al príncipe de Valaquia Vlad Tepes. Los presuntos crímenes de guerra fueron publicados en folletos alemanes a finales del siglo XV, el folleto de 1499 publicado por Markus Ayrer es el más notable de sus grabados en madera. «La vampiresa» se deriva de la noble y asesina en la vida real Isabel Bathory, esta contribuyó en la cultura popular en la aparición de la ficción de terror en el siglo XVIII, así como, por ejemplo, László Turóczi en su libro de 1729, Historia trágica.

### Gótico
Otro de los antecedentes de este género lo podemos encontrar en la narrativa gótica, el cual se inició con la novela de Horace Walpole El castillo de Otranto. Este género es tan cercano al del horror que algunos autores, como H.P. Lovecraft , incluso lo consideran el inicio del género, este autor enumera las convenciones góticas respecto a personajes y lugares de esta manera:

Los elementos constitutivos de las novelas góticas son: el castillo antiguo, con grandes jardines y lugares desolados, catacumbas ocultas y una multitud de fantasmas, cada uno con sus propias características que producen miedo. Además, las novelas góticas presentan el tiránico y malvado noble como villano; la delicada y frágil doncella en el papel de heroína, que es testigo de la mayor cantidad de eventos terroríficos y con la que los lectores se identifican y simpatizan; el glorioso y valiente héroe, siempre de familia noble pero usualmente disfrazado como plebeyo; la convención de otorgar nombres extranjeros -usualmente de origen italiano- a los personajes; y toda una serie de elementos extraños [...].

### Época victoriana
Las convenciones góticas, antes mencionadas son importantes porque algunas de ellas se encuentran presentes en otro de los antecedentes del terror: los textos escritos durante la época victoriana. En estos textos se suscitó un cambio respecto a los lugares donde se llevaba a cabo la historia de horror. En el artículo Introduction to Victorian Gothic , de Charlotte Barrett, leemos:

Durante la época victoriana, se dejaron de escribir obras góticas como tal, sin embargo, las convenciones góticas utilizadas durante el inicio del siglo XVIII fueron modificadas para utilizarse a finales de siglo XIX. Como ejemplo, varias convenciones góticas utilizadas en la novela Los misterios de Udolfo escrita por Ann Radcliffe se reanudaron en las obras literarias de finales del siglo XIX. Algunas de estas convenciones fueron: el terror psicológico y físico; lo sobrenatural, la locura y las maldiciones heredadas de los antepasados.

### Inicio del género: Frankenstein

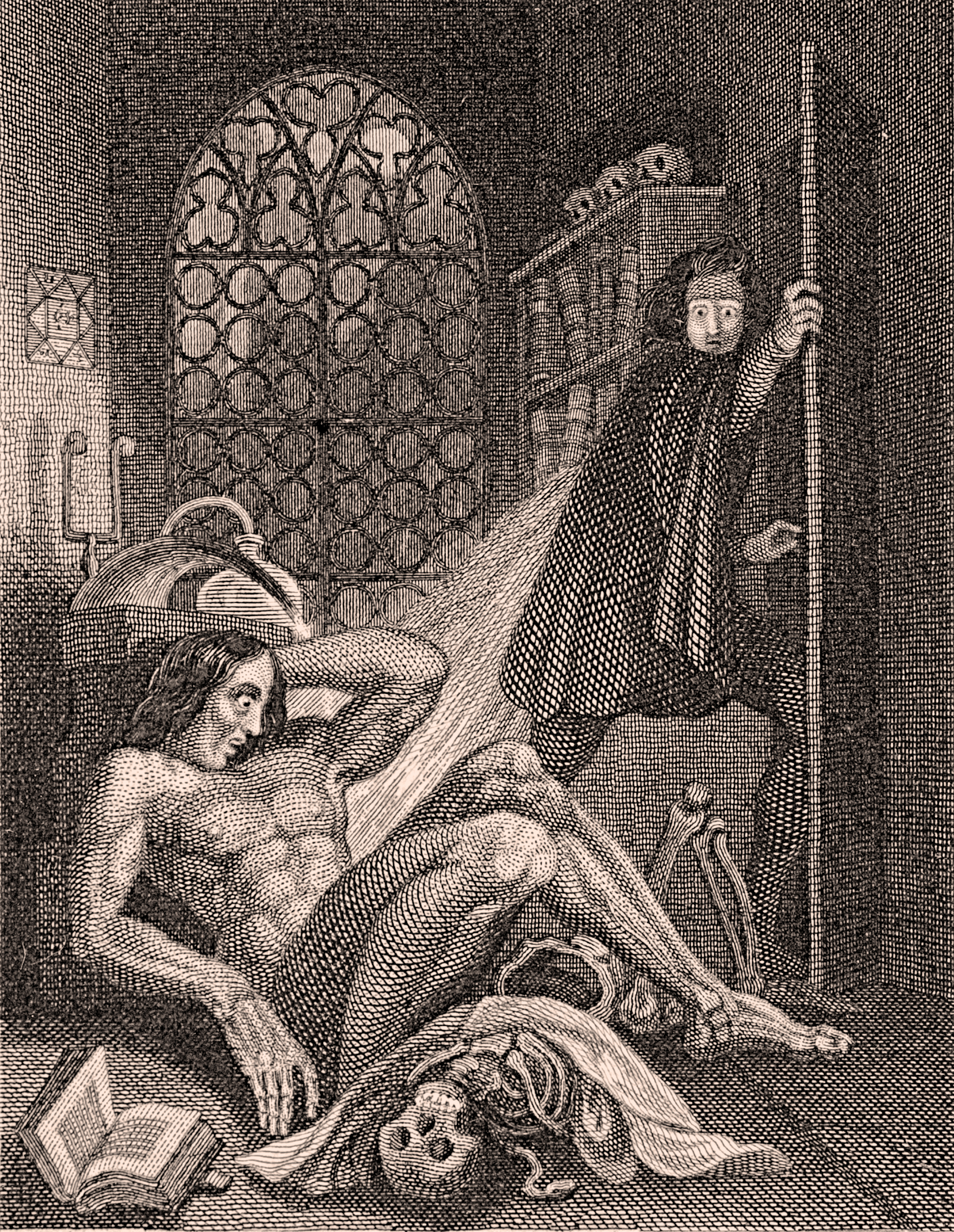
Ilustración de la edición de Frankenstein de 1831

Aunque se puede encontrar convenciones góticas, como las mencionadas tanto por Lovecraft como por Barrett, en textos ya considerados como parte del género de terror, lo que contribuye a que sea tan difícil saber dónde comienza el terror y donde termina el gótico. Noël Carroll habla de una obra en específico con la que él cree que se inició el género del terror: Frankenstein o el moderno Prometeo de la escritora y dramaturga  Mary Shelley.
Después de hablar de la novela gótica, Lovecraft menciona algunos autores que considera importantes para la historia del género de terror. Entre ellos está Théophile Gautier, en cuya obra se encuentra, de acuerdo con Lovecraft, «la percepción distorsionada, auténticamente francesa, del mundo; y el misterio fantasmagórico, que aunque no siempre se utiliza, puede ser reconocido como algo innovador y profundo».
Otro nombre importante es el de Edgar Allan Poe. Lovecraft explica que durante la década de los años treinta del siglo XIX los cuentos cobran una gran popularidad, tanto en el Viejo Continente como en el nuevo y considera que la popularidad adquirida es debida en gran parte a Edgar Allan Poe; en el capítulo siete Supernatural Horror in Literature se puede leer: «Los americanos tenemos la buena suerte de poder reclamar como propio este despertar, ya que estuvo encarnado en la figura de nuestro más ilustre y desventurado compatriota, Edgar Allan Poe».

### sigloXX

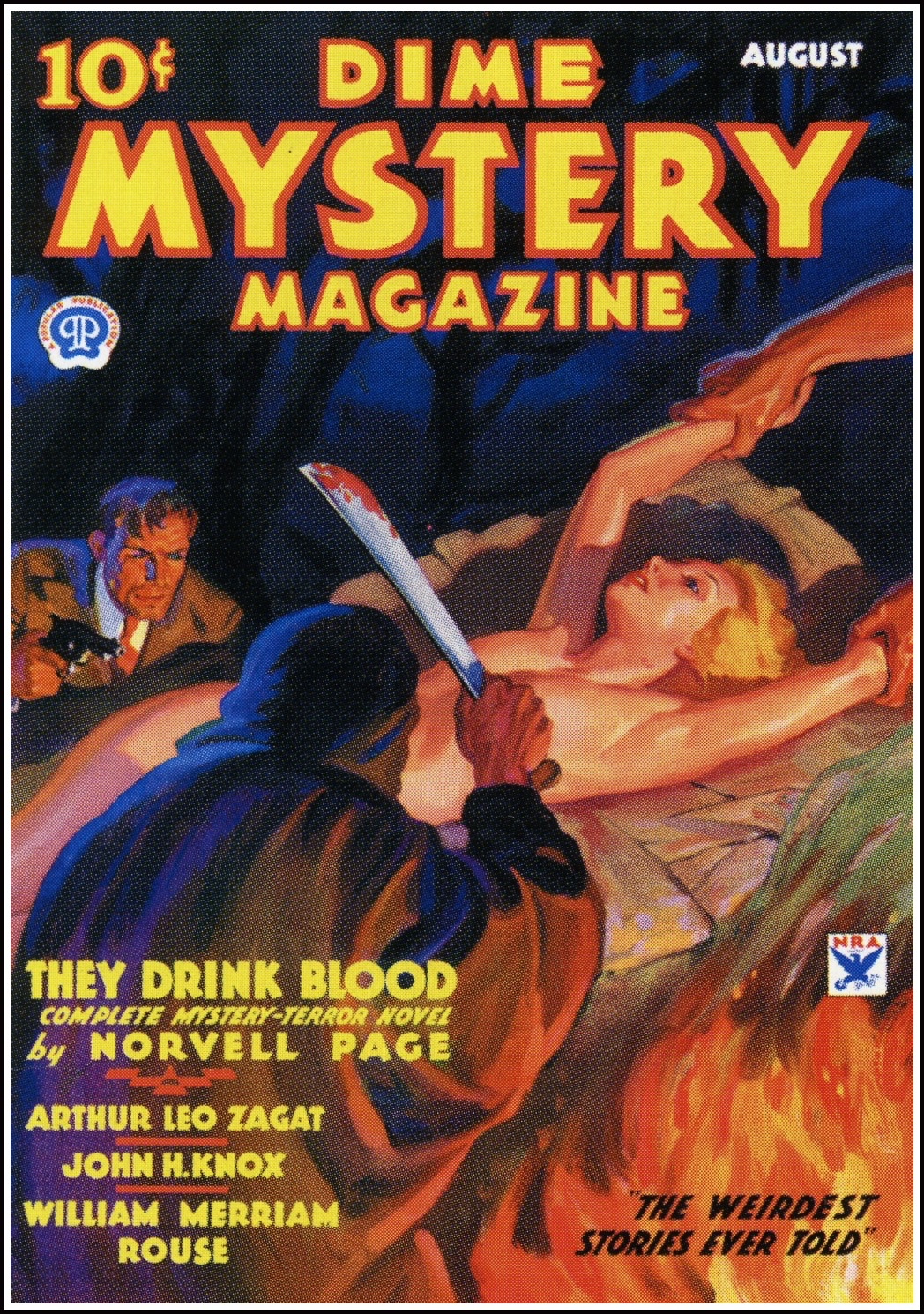
Portada de agosto de 1934 de una revista tipo Shudder pulp con el título Dime Mystery Magazine.

El género de terror ha tenido ciclos de popularidad, según Stephen King, estos se dan cada diez o veinte años. En su libro Danse Macabre se lee: «Estos períodos parecen siempre coincidir con períodos de desequilibrio económico y político; los libros y películas parecen reflejar estas inquietudes que flotan libremente -a falta de un mejor término- que acompañan estos periodos de tensión, graves pero no mortales». King señala que uno de estos períodos de popularidad se dio durante la década de los treinta con el surgimiento de los Shudder pulp, cómics que incluían escenas violentas y también de tortura. Según King, una década más tarde y hasta aproximadamente 1955 realmente hubo pocas obras del género, sin embargo esto no significa que no se produjeron obras de calidad como: The Incredible Shrinking Man de Richard Matheson y Edge of Running Water de William Sloane. Estas novelas tuvieron como función impedir que el público olvidara la existencia del género de terror. Fue alrededor de 1955 cuando el género del terror retornó a escena con su aparición en la televisión, y eso le aseguró popularidad y ganancias para los creadores de la compañía nombrada American International Pictures.

### Términos alternativos
Algunos escritores de ficción normalmente clasificados como de «terror», sin embargo, no les gusta el término, lo consideran demasiado espeluznante. En su lugar, usan los términos fantasía oscura o fantasía gótica para el terror sobrenatural, o «thriller psicológico» para el terror no sobrenatural.